# ATP Tour 2020
Die ATP Tour 2020 war die höchste Wettbewerbsserie im männlichen Profitennis im Jahr 2020 und wurde von der ATP organisiert. Sie bestand aus den vier Grand-Slam-Turnieren (von der ITF betreut) sowie aus den ATP Tour Masters 1000, der ATP Tour 500 und der ATP Tour 250 in absteigender Bedeutung. Darüber hinaus gehörten die ATP Finals, die Next Generation ATP Finals, der Davis Cup sowie der ATP Cup dazu. Letztere beiden wurden wie die Grand-Slam-Turniere von der ITF organisiert. Die Sieger der Mixedkonkurrenz sind bei den Grand-Slam-Turnieren ebenfalls mitaufgeführt.
Wegen der COVID-19-Pandemie wurden alle Turniere der ATP Tour vom 12. März bis zum 22. August abgesagt, darunter auch das Grand-Slam-Turnier in Wimbledon.

## Tourinformationen
2020 sollten insgesamt 68 Turniere in 29 Ländern auf sechs Kontinenten ausgetragen werden. Die vier angesetzten Grand-Slam-Turniere und der Davis Cup wären von der ITF veranstaltet und somit streng genommen nicht Bestandteil der ATP Tour. Erstere sowie die ebenfalls aufgrund der COVID-19-Pandemie nicht ausgetragenen Olympischen Spiele wurden jedoch hier mitgezählt.

## Turnierserien
| Anzahl der Turniere nach Turnierserie |
| ------------------------------------- |
| 3 Grand-Slam-Turniere                 |
| ATP Finals                            |
| 3 ATP Tour Masters 1000               |
| 7 ATP Tour 500                        |
| 18 ATP Tour 250                       |
| Davis Cup                             |
| 2 Teamwettbewerbe                     |

### Änderungen
Neu im Kalender war das Turnier in Adelaide in Woche 2, das zuletzt 2008 zum Kalender gehört hatte. Nicht mehr Teil der Saison waren die Turniere in Sydney und Brisbane sowie der Hopman Cup, da zur selben Zeit in Australien der ATP Cup erstmals ausgetragen wurde.
Darüber hinaus wurde das Turnier in Pune von Woche 1 zu Woche 5 verschoben und das Turnier in Sofia zog Woche 5 zu Woche 39.

## Turnierplan

### Januar
| Datum  | Turnier                                                                                                | Sieger                           | Finalgegner                        | Ergebnis                |
| ------ | --- | -------------------------------- | ---------------------------------- | ----------------------- |
| 03.01. | ATP Cup Perth – Brisbane – Sydney, Australien Hartplatz 24 Teams – $ 15.000.000                        | Serbien                          | Spanien                            | 2:1                     |
| 06.01. | Qatar ExxonMobil Open Doha, Katar ATP Tour 250 – Hartplatz 32E / 16D – $ 1.325.000 / $ 1.465.260       | Andrei Rubljow                   | Corentin Moutet                    | 6:2, 7:63               |
| 06.01. | Qatar ExxonMobil Open Doha, Katar ATP Tour 250 – Hartplatz 32E / 16D – $ 1.325.000 / $ 1.465.260       | Rohan Bopanna Wesley Koolhof     | Luke Bambridge Santiago González   | 3:6, 6:2, [10:6]        |
| 13.01. | Adelaide International Adelaide, Australien ATP Tour 250 – Hartplatz 28E / 16D – $ 532.695 / $ 610.010 | Andrei Rubljow                   | Lloyd Harris                       | 6:3, 6:0                |
| 13.01. | Adelaide International Adelaide, Australien ATP Tour 250 – Hartplatz 28E / 16D – $ 532.695 / $ 610.010 | Máximo González Fabrice Martin   | Ivan Dodig Filip Polášek           | 7:612, 6:3              |
| 13.01. | ASB Classic Auckland, Neuseeland ATP Tour 250 – Hartplatz 28E / 16D – $ 532.695 / $ 610.010            | Ugo Humbert                      | Benoît Paire                       | 7:62, 3:6, 7:65         |
| 13.01. | ASB Classic Auckland, Neuseeland ATP Tour 250 – Hartplatz 28E / 16D – $ 532.695 / $ 610.010            | Luke Bambridge Ben McLachlan     | Marcus Daniell Philipp Oswald      | 7:63, 6:3               |
| 20.01. | Australian Open Melbourne, Australien Grand Slam – Hartplatz 128E / 64D / 32MX – A$ 71.000.000         | Novak Đoković                    | Dominic Thiem                      | 6:4, 4:6, 2:6, 6:3, 6:4 |
| 20.01. | Australian Open Melbourne, Australien Grand Slam – Hartplatz 128E / 64D / 32MX – A$ 71.000.000         | Rajeev Ram Joe Salisbury         | Max Purcell Luke Saville           | 6:4, 6:2                |
| 20.01. | Australian Open Melbourne, Australien Grand Slam – Hartplatz 128E / 64D / 32MX – A$ 71.000.000         | Barbora Krejčíková Nikola Mektić | Bethanie Mattek-Sands Jamie Murray | 5:7, 6:4, [10:1]        |

### Februar
| Datum  | Turnier | Sieger                                              | Finalgegner                          | Ergebnis           |
| ------ | --- | --------------------------------------------------- | ------------------------------------ | ------------------ |
| 03.02. | Open Sud de France Montpellier, Frankreich ATP Tour 250 – Hartplatz (Halle) 28E / 16D – € 542.695 / € 606.350                           | Gaël Monfils                                        | Vasek Pospisil                       | 7:5, 6:3           |
| 03.02. | Open Sud de France Montpellier, Frankreich ATP Tour 250 – Hartplatz (Halle) 28E / 16D – € 542.695 / € 606.350                           | Nikola Čačić Mate Pavić                             | Dominic Inglot Aisam-ul-Haq Qureshi  | 6:4, 6:74, [10:4]  |
| 03.02. | Tata Open Maharashtra Pune, Indien ATP Tour 250 – Hartplatz 28E / 16D – $ 546.355 / $ 610.010                                           | Jiří Veselý                                         | Jahor Herassimau                     | 7:62, 5:7, 6:3     |
| 03.02. | Tata Open Maharashtra Pune, Indien ATP Tour 250 – Hartplatz 28E / 16D – $ 546.355 / $ 610.010                                           | André Göransson Christopher Rungkat                 | Jonathan Erlich Andrej Wassileuski   | 6:2, 3:6, [10:8]   |
| 03.02. | Córdoba Open Córdoba, Argentinien ATP Tour 250 – Sand 28E / 16D – $ 546.355 / $ 610.010                                                 | Cristian Garín                                      | Diego Schwartzman                    | 2:6, 6:4, 6:0      |
| 03.02. | Córdoba Open Córdoba, Argentinien ATP Tour 250 – Sand 28E / 16D – $ 546.355 / $ 610.010                                                 | Marcelo Demoliner Matwé Middelkoop                  | Leonardo Mayer Andrés Molteni        | 6:3, 7:64          |
| 10.02. | ABN AMRO World Tennis Tournament Rotterdam, Niederlande ATP Tour 500 – Hartplatz (Halle) 32E / 16D – € 2.013.855 / € 2.155.295          | Gaël Monfils                                        | Félix Auger-Aliassime                | 6:2, 6:4           |
| 10.02. | ABN AMRO World Tennis Tournament Rotterdam, Niederlande ATP Tour 500 – Hartplatz (Halle) 32E / 16D – € 2.013.855 / € 2.155.295          | Pierre-Hugues Herbert Nicolas Mahut                 | Henri Kontinen Jan-Lennard Struff    | 7:65, 4:6, [10:7]  |
| 10.02. | New York Open New York, Vereinigte Staaten ATP Tour 250 – Hartplatz (Halle) 28E / 16D – $ 719.320 / $ 804.180                           | Kyle Edmund                                         | Andreas Seppi                        | 7:5, 6:1           |
| 10.02. | New York Open New York, Vereinigte Staaten ATP Tour 250 – Hartplatz (Halle) 28E / 16D – $ 719.320 / $ 804.180                           | Dominic Inglot Aisam-ul-Haq Qureshi                 | Steve Johnson Reilly Opelka          | 7:65, 7:66         |
| 10.02. | Argentina Open Buenos Aires, Argentinien ATP Tour 250 – Sand 28E / 16D – $ 611.420 / $ 696.280                                          | Casper Ruud                                         | Pedro Sousa                          | 6:1, 6:4           |
| 10.02. | Argentina Open Buenos Aires, Argentinien ATP Tour 250 – Sand 28E / 16D – $ 611.420 / $ 696.280                                          | Marcel Granollers Horacio Zeballos                  | Guillermo Durán Juan Ignacio Londero | 6:5, 5:7, [18:16]  |
| 17.02. | Rio Open Rio de Janeiro, Brasilien ATP Tour 500 – Sand 32E / 16 D – $ 1.759.905 / $ 1.915.485                                           | Cristian Garín                                      | Gianluca Mager                       | 7:63, 7:5          |
| 17.02. | Rio Open Rio de Janeiro, Brasilien ATP Tour 500 – Sand 32E / 16 D – $ 1.759.905 / $ 1.915.485                                           | Marcel Granollers Horacio Zeballos                  | Salvatore Caruso Federico Gaio       | 6:4, 5:7, [10:7]   |
| 17.02. | Delray Beach Open Delray Beach, Vereinigte Staaten ATP Tour 250 – Hartplatz 32E / 16D – $ 602.935 / $ 673.655                           | Reilly Opelka                                       | Yoshihito Nishioka                   | 7:5, 6:74, 6:2     |
| 17.02. | Delray Beach Open Delray Beach, Vereinigte Staaten ATP Tour 250 – Hartplatz 32E / 16D – $ 602.935 / $ 673.655                           | Bob Bryan Mike Bryan                                | Luke Bambridge Ben McLachlan         | 3:6, 7:5, [10:5]   |
| 17.02. | Open 13 Provence Marseille, Frankreich ATP Tour 250 – Hartplatz (Halle) 28E / 16D – € 691.880 / € 769.670                               | Stefanos Tsitsipas                                  | Félix Auger-Aliassime                | 6:3, 6:4           |
| 17.02. | Open 13 Provence Marseille, Frankreich ATP Tour 250 – Hartplatz (Halle) 28E / 16D – € 691.880 / € 769.670                               | Nicolas Mahut Vasek Pospisil                        | Wesley Koolhof Nikola Mektić         | 6:3, 6:4           |
| 24.02. | Abierto Mexicano Telcel Acapulco, Mexiko ATP Tour 500 – Hartplatz 32E / 16D – $ 1.845.265 / $ 2.000.845                                 | Rafael Nadal                                        | Taylor Fritz                         | 6:3, 6:2           |
| 24.02. | Abierto Mexicano Telcel Acapulco, Mexiko ATP Tour 500 – Hartplatz 32E / 16D – $ 1.845.265 / $ 2.000.845                                 | Łukasz Kubot Marcelo Melo                           | Juan Sebastián Cabal Robert Farah    | 7:66, 6:74, [11:9] |
| 24.02. | Dubai Duty Free Tennis Championships Dubai, Vereinigte Arabische Emirate ATP Tour 500 – Hartplatz 32E / 16D – $ 2.794.840 / $ 2.950.420 | Novak Đoković                                       | Stefanos Tsitsipas                   | 6:3, 6:4           |
| 24.02. | Dubai Duty Free Tennis Championships Dubai, Vereinigte Arabische Emirate ATP Tour 500 – Hartplatz 32E / 16D – $ 2.794.840 / $ 2.950.420 | John Peers Michael Venus                            | Raven Klaasen Oliver Marach          | 6:3, 6:2           |
| 24.02. | Chile Dove Men+Care Open Santiago de Chile, Chile ATP Tour 250 – Sand (Halle) 28E / 16D – $ 604.010 / $ 674.730                         | Thiago Seyboth Wild                                 | Casper Ruud                          | 7:5, 4:6, 6:3      |
| 24.02. | Chile Dove Men+Care Open Santiago de Chile, Chile ATP Tour 250 – Sand (Halle) 28E / 16D – $ 604.010 / $ 674.730                         | Roberto Carballés Baena Alejandro Davidovich Fokina | Marcelo Arévalo Jonny O’Mara         | 7:63, 6:1          |

### März
| Datum  | Turnier | Sieger                    | Finalgegner               | Ergebnis                  |
| ------ | --- | ------------------------- | ------------------------- | ------------------------- |
| 02.03. | Davis Cup – Qualifikation                                                                                                 | Davis Cup – Qualifikation | Davis Cup – Qualifikation | Davis Cup – Qualifikation |
| 12.03. | BNP Paribas Open Indian Wells, Vereinigte Staaten ATP Tour Masters 1000 – Hartplatz 96E / 32D – $ 8.542.680 / $ 9.735.685 | Turnier abgesagt          | Turnier abgesagt          | Turnier abgesagt          |
| 25.03. | Miami Open Miami, Vereinigte Staaten ATP Tour Masters 1000 – Hartplatz 96E / 32D – $ 8.542.680 / $ 9.735.685              | Turnier abgesagt          | Turnier abgesagt          | Turnier abgesagt          |

### April
| Datum  | Turnier | Sieger           | Finalgegner      | Ergebnis         |
| ------ | --- | ---------------- | ---------------- | ---------------- |
| 06.04. | Grand Prix Hassan II Marrakesch, Marokko ATP Tour 250 – Sand 32E / 16D – € 542.695 / € 606.350                                         | Turnier abgesagt | Turnier abgesagt | Turnier abgesagt |
| 06.04. | Fayez Sarofim & Co. US Men’s Clay Court Championship Houston, Vereinigte Staaten ATP Tour 250 – Sand 28E / 16D – $ 604.010 / $ 674.730 | Turnier abgesagt | Turnier abgesagt | Turnier abgesagt |
| 12.04. | Rolex Monte-Carlo Masters Monte-Carlo, Monaco ATP Tour Masters 1000 – Sand 56E / 24D – 5.433.555 € / 5.961.830 €                       | Turnier abgesagt | Turnier abgesagt | Turnier abgesagt |
| 20.04. | Barcelona Open Banc Sabadell Barcelona, Spanien ATP Tour 500 – Sand 48E / 16D – 2.661.825 € / 2.803.265 €                              | Turnier abgesagt | Turnier abgesagt | Turnier abgesagt |
| 20.04. | Hungarian Open Budapest, Ungarn ATP Tour 250 – Sand 28E / 16D – € 542.695 / € 606.350                                                  | Turnier abgesagt | Turnier abgesagt | Turnier abgesagt |
| 27.04. | Millennium Estoril Open Estoril, Portugal ATP Tour 250 – Sand 28E / 16D – € 542.695 / € 606.350                                        | Turnier abgesagt | Turnier abgesagt | Turnier abgesagt |
| 27.04. | BMW Open München, Deutschland ATP Tour 250 – Sand 28E / 16D – € 542.695 / € 606.350                                                    | Turnier abgesagt | Turnier abgesagt | Turnier abgesagt |

### Mai
| Datum  | Turnier | Sieger             | Finalgegner        | Ergebnis           |
| ------ | --- | ------------------ | ------------------ | ------------------ |
| 03.05. | Mutua Madrid Open Madrid, Spanien ATP Tour Masters 1000 – Sand 56E / 24D – € 6.729.095 / € 7.659.165        | Turnier abgesagt   | Turnier abgesagt   | Turnier abgesagt   |
| 10.05. | Internazionali BNL d’Italia Rom, Italien ATP Tour Masters 1000 – Sand 56E / 32D – 5.433.555 € / 6.168.080 € | Turnier abgesagt   | Turnier abgesagt   | Turnier abgesagt   |
| 17.05. | Banque Eric Sturdza Geneva Open Genf, Schweiz ATP Tour 250 – Sand 28E / 16D – € 542.965 / € 606.350         | Turnier abgesagt   | Turnier abgesagt   | Turnier abgesagt   |
| 17.05. | Open Parc Auvergne-Rhône-Alpes Lyon Lyon, Frankreich ATP Tour 250 – Sand 28E / 16D – € 542.965 / € 606.350  | Turnier abgesagt   | Turnier abgesagt   | Turnier abgesagt   |
| 26.05. | Roland Garros Paris, Frankreich Grand Slam – Sand 128E / 64D / 32MX – €                                     | Turnier verschoben | Turnier verschoben | Turnier verschoben |

### Juni
| Datum  | Turnier | Sieger           | Finalgegner      | Ergebnis         |
| ------ | --- | ---------------- | ---------------- | ---------------- |
| 08.06. | Libéma Open ’s-Hertogenbosch, Niederlande ATP Tour 250 – Rasen 28E / 16D – 658.000 € / 735.790 €                      | Turnier abgesagt | Turnier abgesagt | Turnier abgesagt |
| 08.06. | MercedesCup Stuttgart, Deutschland ATP Tour 250 – Rasen 28E / 16D – 702.780 € / 780.570 €                             | Turnier abgesagt | Turnier abgesagt | Turnier abgesagt |
| 17.06. | Noventi Open Halle, Deutschland ATP Tour 500 – Rasen 32E / 16D – 2.134.520 € / 2.275.960 €                            | Turnier abgesagt | Turnier abgesagt | Turnier abgesagt |
| 17.06. | Fever-Tree Championships London, Vereinigtes Königreich ATP Tour 500 – Rasen 32E / 16D – 2.134.520 € / 2.275.960 €    | Turnier abgesagt | Turnier abgesagt | Turnier abgesagt |
| 21.06. | Mallorca Championships Mallorca, Spanien ATP Tour 250 – Rasen 32E / 16D – 900.000 € / 963.655 €                       | Turnier abgesagt | Turnier abgesagt | Turnier abgesagt |
| 22.06. | Nature Valley International Eastbourne, Vereinigtes Königreich ATP Tour 250 – Rasen 48E / 16D – 708.025 € / 771.680 € | Turnier abgesagt | Turnier abgesagt | Turnier abgesagt |
| 29.06. | Wimbledon London, Vereinigtes Königreich Grand Slam – Rasen 128E / 64D / 48MX – €                                     | Turnier abgesagt | Turnier abgesagt | Turnier abgesagt |

### Juli
| Datum  | Turnier | Sieger               | Finalgegner          | Ergebnis             |
| ------ | --- | -------------------- | -------------------- | -------------------- |
| 13.07. | Hamburg European Open Hamburg, Deutschland ATP Tour 500 – Sand 32E / 16D – 1.770.865 € / 1.912.305 €         | Turnier abgesagt     | Turnier abgesagt     | Turnier abgesagt     |
| 13.07. | Hall of Fame Open Newport, Vereinigte Staaten ATP Tour 250 – Rasen 28E / 16D – 604.010 $ / 674.730 $         | Turnier abgesagt     | Turnier abgesagt     | Turnier abgesagt     |
| 13.07. | Nordea Open Båstad, Schweden ATP Tour 250 – Sand 28E / 16D – 542.695 € / 606.350 €                           | Turnier abgesagt     | Turnier abgesagt     | Turnier abgesagt     |
| 17.07. | Davis Cup – Gruppe II                                                                                        | abgesagt             | abgesagt             | abgesagt             |
| 20.07  | Abierto Mexicano de Tenis Mifel Los Cabos, Mexiko ATP Tour 250 – Hartplatz 28E / 16D – 834.630 $ / 933.625 $ | Turnier abgesagt     | Turnier abgesagt     | Turnier abgesagt     |
| 20.07  | Plava Laguna Croatia Open Umag Umah, Kroatien ATP Tour 250 – Sand 28E / 16D – 542.695 € / 606.350 €          | Turnier abgesagt     | Turnier abgesagt     | Turnier abgesagt     |
| 20.07  | J. Safra Sarasin Swiss Open Gstaad Gstaad, Schweiz ATP Tour 250 – Sand 28E / 16D – 542.695 € / 606.350 €     | Turnier abgesagt     | Turnier abgesagt     | Turnier abgesagt     |
| 25.07. | Olympische Spiele – Tokio                                                                                    | verschoben nach 2021 | verschoben nach 2021 | verschoben nach 2021 |
| 27.07. | BB&T Atlanta Open Atlanta, Vereinigte Staaten ATP Tour 250 – Hartplatz 28E / 16D – 719.320 $ / 804.180 $     | Turnier abgesagt     | Turnier abgesagt     | Turnier abgesagt     |

### August
| Datum  | Turnier | Sieger                             | Finalgegner                  | Ergebnis                 |
| ------ | --- | ---------------------------------- | ---------------------------- | ------------------------ |
| 10.08. | Rogers Cup Montreal, Kanada ATP Tour Masters 1000 – Hartplatz 56E / 32D – 5.951.605 $ / 6.753.510 $                          | Turnier abgesagt                   | Turnier abgesagt             | Turnier abgesagt         |
| 14.08  | Citi Open Washington, D.C., Vereinigte Staaten ATP Tour 500 – Hartplatz 48E / 16D – 1.953.285 $ / 2.108.865 $                | Turnier abgesagt                   | Turnier abgesagt             | Turnier abgesagt         |
| 22.08  | Western & Southern Open New York, Vereinigte Staaten ATP Tour Masters 1000 – Hartplatz 56E / 32D – 6.297.080 $ / 7.151.135 $ | Novak Đoković                      | Milos Raonic                 | 1:6, 6:3, 6:4            |
| 22.08  | Western & Southern Open New York, Vereinigte Staaten ATP Tour Masters 1000 – Hartplatz 56E / 32D – 6.297.080 $ / 7.151.135 $ | Pablo Carreño Busta Alex de Minaur | Jamie Murray Neal Skupski    | 6:2, 7:5                 |
| 23.08  | Winston-Salem Open Winston-Salem, Vereinigte Staaten ATP Tour 250 – Hartplatz 48E / 16D – 743.088 $ / 835.020 $              | Turnier abgesagt                   | Turnier abgesagt             | Turnier abgesagt         |
| 31.08. | US Open New York, Vereinigte Staaten Grand Slam – Hartplatz 128E / 32D – 53.402.000 $                                        | Dominic Thiem                      | Alexander Zverev             | 2:6, 4:6, 6:4, 6:3, 7:66 |
| 31.08. | US Open New York, Vereinigte Staaten Grand Slam – Hartplatz 128E / 32D – 53.402.000 $                                        | Mate Pavić Bruno Soares            | Wesley Koolhof Nikola Mektić | 7:5, 6:3                 |

### September
| Datum  | Turnier | Sieger                             | Finalgegner                        | Ergebnis         |
| ------ | --- | ---------------------------------- | ---------------------------------- | ---------------- |
| 08.09. | Generali Open Kitzbühel, Österreich ATP Tour 250 – Sand 28E / 16D – 336.680 € / 400.335 €                   | Miomir Kecmanović                  | Yannick Hanfmann                   | 6:4, 6:4         |
| 08.09. | Generali Open Kitzbühel, Österreich ATP Tour 250 – Sand 28E / 16D – 336.680 € / 400.335 €                   | Austin Krajicek Franko Škugor      | Marcel Granollers Horacio Zeballos | 7:65, 7:5        |
| 14.09  | Internazionali BNL d’Italia Rom, Italien ATP Tour Masters 1000 – Sand 56E / 32D – 5.433.555 € / 6.168.080 € | Novak Đoković                      | Diego Schwartzman                  | 7:5, 6:3         |
| 14.09  | Internazionali BNL d’Italia Rom, Italien ATP Tour Masters 1000 – Sand 56E / 32D – 5.433.555 € / 6.168.080 € | Marcel Granollers Horacio Zeballos | Jérémy Chardy Fabrice Martin       | 6:4, 5:7, [10:8] |
| 21.09  | Hamburg European Open Hamburg, Deutschland ATP Tour 500 – Sand 32E / 16D – 1.770.865 $ / 1.912.305 $        | Andrei Rubljow                     | Stefanos Tsitsipas                 | 6:4, 3:6, 7:5    |
| 21.09  | Hamburg European Open Hamburg, Deutschland ATP Tour 500 – Sand 32E / 16D – 1.770.865 $ / 1.912.305 $        | John Peers Michael Venus           | Ivan Dodig Mate Pavić              | 6:3, 6:4         |
| 27.09. | French Open Paris, Frankreich Grand Slam – Sand 128E / 32D – 38.000.000 $                                   | Rafael Nadal                       | Novak Đoković                      | 6:0, 6:2, 7:5    |
| 27.09. | French Open Paris, Frankreich Grand Slam – Sand 128E / 32D – 38.000.000 $                                   | Kevin Krawietz Andreas Mies        | Mate Pavić Bruno Soares            | 6:3, 7:5         |

### Oktober
| Datum  | Turnier | Sieger                               | Finalgegner                        | Ergebnis  |
| ------ | --- | ------------------------------------ | ---------------------------------- | --------- |
| 12.10. | St. Petersburg Open Sankt Petersburg, Russland ATP Tour 500 – Hartplatz (Halle) 32E / 16D – $ 1.243.790 / $ 1.399.370 | Andrei Rubljow                       | Borna Ćorić                        | 7:65, 6:4 |
| 12.10. | St. Petersburg Open Sankt Petersburg, Russland ATP Tour 500 – Hartplatz (Halle) 32E / 16D – $ 1.243.790 / $ 1.399.370 | Jürgen Melzer Édouard Roger-Vasselin | Marcelo Demoliner Matwé Middelkoop | 6:2, 7:64 |
| 12.10. | Bett1Hulks Indoors Köln, Deutschland ATP Tour 250 – Hartplatz (Halle) 28E / 16D – € 325.610 / € 325.610               | Alexander Zverev                     | Félix Auger-Aliassime              | 6:3, 6:3  |
| 12.10. | Bett1Hulks Indoors Köln, Deutschland ATP Tour 250 – Hartplatz (Halle) 28E / 16D – € 325.610 / € 325.610               | Pierre-Hugues Herbert Nicolas Mahut  | Łukasz Kubot Marcelo Melo          | 6:4, 6:4  |
| 12.10. | Forte Village Sardegna Open Cagliari, Italien ATP Tour 250 – Sand 28E / 16D – € 271.345 / € 271.345                   | Laslo Đere                           | Marco Cecchinato                   | 7:63, 7:5 |
| 12.10. | Forte Village Sardegna Open Cagliari, Italien ATP Tour 250 – Sand 28E / 16D – € 271.345 / € 271.345                   | Marcus Daniell Philipp Oswald        | Juan Sebastián Cabal Robert Farah  | 6:3, 6:4  |
| 19.10. | European Open Antwerpen, Belgien ATP Tour 250 – Belag 28E / 16D – € 394.800 / € 472.590                               | Ugo Humbert                          | Alex de Minaur                     | 6:1, 7:64 |
| 19.10. | European Open Antwerpen, Belgien ATP Tour 250 – Belag 28E / 16D – € 394.800 / € 472.590                               | John Peers Michael Venus             | Rohan Bopanna Matwé Middelkoop     | 6:3, 6:4  |
| 19.10. | Bett1Hulks Championship Köln, Deutschland ATP Tour 250 – Hartplatz (Halle) 28E / 16D – € 325.610 / € 325.610          | Alexander Zverev                     | Diego Schwartzman                  | 6:2, 6:1  |
| 19.10. | Bett1Hulks Championship Köln, Deutschland ATP Tour 250 – Hartplatz (Halle) 28E / 16D – € 325.610 / € 325.610          | Raven Klaasen Ben McLachlan          | Kevin Krawietz Andreas Mies        | 6:2, 6:4  |
| 26.10. | Erste Bank Open Wien, Österreich ATP Tour 500 – Hartplatz (Halle) 32E / 16D – € 1.409.510 / € 1.550.950               | Andrei Rubljow                       | Lorenzo Sonego                     | 6:4, 6:4  |
| 26.10. | Erste Bank Open Wien, Österreich ATP Tour 500 – Hartplatz (Halle) 32E / 16D – € 1.409.510 / € 1.550.950               | Łukasz Kubot Marcelo Melo            | Jamie Murray Neal Skupski          | 7:65, 7:5 |
| 26.10. | Astana Open Nur-Sultan, Kasachstan ATP Tour 250 – Hartplatz (Halle) 28E / 16D – $ 273.345/ $ 337.000                  | John Millman                         | Adrian Mannarino                   | 7:5, 6:1  |
| 26.10. | Astana Open Nur-Sultan, Kasachstan ATP Tour 250 – Hartplatz (Halle) 28E / 16D – $ 273.345/ $ 337.000                  | Sander Gillé Joran Vliegen           | Max Purcell Luke Saville           | 7:5, 6:3  |

### November
| Datum  | Turnier | Sieger                               | Finalgegner                          | Ergebnis           |
| ------ | --- | ------------------------------------ | ------------------------------------ | ------------------ |
| 02.11. | Rolex Paris Masters Paris, Frankreich ATP Tour Masters 1000 – Hartplatz (Halle) 56E / 24D – € 3.901.015 / € 4.289.970 | Daniil Medwedew                      | Alexander Zverev                     | 5:7, 6:4, 6:1      |
| 02.11. | Rolex Paris Masters Paris, Frankreich ATP Tour Masters 1000 – Hartplatz (Halle) 56E / 24D – € 3.901.015 / € 4.289.970 | Félix Auger-Aliassime Hubert Hurkacz | Mate Pavić Bruno Soares              | 6:73, 7:67, [10:2] |
| 08.11. | Sofia Open Sofia, Bulgarien ATP Tour 250 – Hartplatz (Halle) 28E / 16D – € 325.615 / € 389.270                        | Jannik Sinner                        | Vasek Pospisil                       | 6:4, 3:6, 7:63     |
| 08.11. | Sofia Open Sofia, Bulgarien ATP Tour 250 – Hartplatz (Halle) 28E / 16D – € 325.615 / € 389.270                        | Jamie Murray Neal Skupski            | Jürgen Melzer Édouard Roger-Vasselin | kampflos           |
| 15.11. | Nitto ATP Finals London, Vereinigtes Königreich ATP Finals – Hartplatz (Halle) 8E / 8D – $ 5.700.000                  | Daniil Medwedew                      | Dominic Thiem                        | 4:6, 7:62, 6:4     |
| 15.11. | Nitto ATP Finals London, Vereinigtes Königreich ATP Finals – Hartplatz (Halle) 8E / 8D – $ 5.700.000                  | Wesley Koolhof Nikola Mektić         | Jürgen Melzer Édouard Roger-Vasselin | 6:2, 3:6, [10:5]   |

## Rücktritte
Die folgenden Spieler beendeten 2020 ihre Tenniskarriere:
- Steve Darcis – 16. Januar 2020[3]
- Pere Riba – 22. Juni 2020[4]
- Bob Bryan – 27. August 2020[5]
- Mike Bryan – 27. August 2020[5]
- Santiago Giraldo – 6. Oktober 2020[6]
- Leander Paes – Ende des Jahres[7]